# Nennslingen
Nennslingen är en köping (Markt) i Landkreis Weißenburg-Gunzenhausen i Regierungsbezirk Mittelfranken i förbundslandet Bayern i Tyskland.
Köpingen ingår i kommunalförbundet Nennslingen tillsammans med kommunerna Bergen, Burgsalach och Raitenbuch.